# Holland Sport in het seizoen 1968/69
Het seizoen 1968/1969 was het 15e jaar in het bestaan van de Haagse betaaldvoetbalclub Holland Sport. De club kwam uit in de Eredivisie en eindigde daarin op de 10e plaats. Tevens deed de club mee aan het toernooi om de KNVB beker, hierin werd in de eerste ronde verloren van Excelsior (0–1).

## Wedstrijdstatistieken

### Eredivisie
|       | ADO   | Ajax  | AZ '67 | DOS   | DWS   | Feijenoord | Fortuna SC | Go Ahead | GVAV  | MVV   | NAC   | N.E.C. | PSV   | Sparta | Telstar | FC Twente '65 | Volendam |
| ----- | ----- | ----- | ------ | ----- | ----- | ---------- | ---------- | -------- | ----- | ----- | ----- | ------ | ----- | ------ | ------- | ------------- | -------- |
| Thuis | 1 – 3 | 0 – 3 | 3 – 0  | 1 – 1 | 2 – 1 | 1 – 0      | 3 – 0      | 1 – 0    | 4 – 1 | 0 – 0 | 0 – 0 | 1 – 0  | 0 – 0 | 1 – 1  | 2 – 0   | 0 – 0         | 2 – 1    |
| Uit   | 2 – 1 | 2 – 2 | 2 – 0  | 4 – 1 | 2 – 1 | 6 – 0      | 0 – 0      | 0 – 0    | 1 – 0 | 3 – 0 | 2 – 0 | 0 – 1  | 4 – 0 | 3 – 0  | 1 – 3   | 2 – 0         | 0 – 1    |

### KNVB beker
| 1e ronde                                       | Excelsior             | 1 – 0 (1 – 0) | Holland Sport |
| 15 september 1968 Plaats: Rotterdam Woudestein | Thijs Kwakkernaat 42' |               |               |

## Statistieken Holland Sport 1968/1969

### Eindstand Holland Sport in de Nederlandse Eredivisie 1968 / 1969
| Stand | Gespeeld | Gewonnen | Gelijk | Verloren | Punten | Doelpunten voor | Doelpunten tegen |
| ----- | -------- | -------- | ------ | -------- | ------ | --------------- | ---------------- |
| 10e   | 34       | 12       | 9      | 13       | 33     | 32              | 45               |

### Topscorers
| #      | Naam               | Goal |
| ------ | ------------------ | ---- |
| 1.     | Sjaak Roggeveen    | 12   |
| 2.     | Joop van Maurik    | 8    |
| 3.     | Theo Valkenhoff    | 4    |
| 4.     | Arie Don           | 2    |
| 4.     | Erik Dyreborg      | 2    |
| 6.     | Robbie van der Bol | 1    |
| 6.     | Siem Bolleboom     | 1    |
| 6.     | Hans Dorjee        | 1    |
| 6.     | Jan Teske          | 1    |
| Totaal | Totaal             | 32   |

| #      | Naam        | Goal |
| ------ | ----------- | ---- |
| –      | Geen speler | 0    |
| Totaal | Totaal      | 0    |

## Voetnoten
ADO ·
Ajax ·
AZ '67 ·
DOS ·
DWS ·
Feijenoord ·
Fortuna SC ·
Go Ahead ·
Holland Sport ·
GVAV ·
MVV ·
NAC ·
N.E.C. ·
PSV ·
Sparta ·
Telstar ·
FC Twente '65 ·
Volendam